# アグネス・タッキー
アグネス・タッキー（Agnes Tuckey, 1877年7月8日 - 1972年5月13日）は、イングランド・ミドルセックス州マリルボーン出身の女子テニス選手。1913年のウィンブルドン選手権混合ダブルスでホープ・クリスプ（1884年 - 1950年）とペアを組んで優勝し、混合ダブルス部門の第1回公式競技を制した選手である。息子のレイモンド・タッキーと娘のケイ・タッキーもテニス選手で、とりわけレイモンド（1910年 - 2005年）は1936年のウィンブルドン男子ダブルス優勝者になり、親子2代でウィンブルドンを制した名門テニス一家として知られた。フルネームは Agnes Katharine Raymond Daniell Tuckey （アグネス・キャサリン・レイモンド・ダニエル・タッキー）という。

## 来歴
ウィンブルドン選手権の混合ダブルスは1900年から始まったが、1912年までは「選手権非公認競技」（Non-Championship Event）として扱われ、選手権の公式優勝記録に数えられない。1913年から女子ダブルスと混合ダブルスの2部門が選手権公式競技（Full Championship Event）になり、ウィンブルドン選手権の優勝記録表には1913年以後のものが記載されている。アグネス・タッキーは1913年、選手権公式競技になった最初の混合ダブルスで優勝を飾った。タッキーとホープ・クリスプのペアは、決勝でジェームズ・パーク＆エセル・トムソン・ラーコム組と対戦し、第1セットを 3-6 で落としたが、第2セットで 5-3 のリードを奪った。第2セット・第9ゲームの途中で、（クリスプ、タッキーのいずれかの）打球が相手組のトムソン・ラーコムの目に当たってしまう。このため相手組は途中棄権を余儀なくされ、クリスプ＆タッキー組が優勝した。（このアクシデントにより、1912年の女子シングルス優勝者であったトムソン・ラーコムは、自動的に出場できるシングルスの「オールカマーズ・ファイナル」も断念した。）なお、本書記載の参考文献であるランス・ティンゲイ著『100 Years of Wimbledon』（ウィンブルドンの100年史）では、女子シングルスはベスト8以上、女子ダブルスは準決勝から調べられるが、タッキーの場合は1913年混合ダブルス優勝以外の好成績が見当たらない。
1910年6月15日に生まれた息子のレイモンド・タッキーは、やがてイギリスを代表する男子テニス選手の1人に成長した。1931年と1932年の2度、アグネスとレイモンドはウィンブルドン選手権の混合ダブルスで母親と息子のペアを組んだ。レイモンドは1936年のウィンブルドン男子ダブルスでジョージ・パトリック・ヒューズ（1902年 - 1997年）とペアを組んで優勝し、こうしてタッキー家は「親子2代のウィンブルドン制覇」を成し遂げた。子供たちの成功と長寿に恵まれて、アグネス・タッキーは1972年5月13日にイングランド・ハンプシャー州ウィンチェスターで94年の生涯を閉じた。